# 李造
李造（8世纪—811年2月20日），唐朝皇子，是唐代宗李豫第十三子。她的生母不详。
生年不详，从异母兄李迥生年推断，当在750年之后。大历十年（775年），李造被父亲唐代宗封为忻王，领昭义军节度观察大使。唐宪宗元和六年（811年）正月廿四，忻王李造去世。有子武威郡王、太府卿李诸。

## 延伸阅读
[在维基数据编辑]
 《舊唐書·卷116》，出自刘昫《舊唐書》